# Aquitian Rangers
De Aquitian Rangers, ook wel de Alien Rangers genoemd, zijn vijf fictieve helden uit de televisieserie Power Rangers. Ze speelden de hoofdrol in Mighty Morphin Alien Rangers, en hadden gastoptredens in Power Rangers: Zeo en Power Rangers in Space. Het team is gebaseerd op het Super Sentai team Ninja Sentai Kakuranger.

## Team
De Aquitian Rangers komen van de fictieve planeet Aquitar. Ze werden door Zordon naar de Aarde geroepen toen Master Vile de tijd op Aarde had teruggedraaid en de Rangers in kinderen had veranderd. Ze verdedigden de Aarde terwijl de Rangers de stukken van het Zeo Kristal probeerden te vinden om de tijd te herstellen. Hierna vertrokken ze weer naar Aquitar.
Het team dook opnieuw op in Power Rangers: Zeo om de Zeo Rangers te helpen in hun gevecht tegen zowel Rita Repulsa en Lord Zedd als het Machine Keizerrijk. Tevens kwamen ze om Billy Cranston op te halen zodat hij op Aquitar behandeling kon ondergaan voor zijn razendsnelle veroudering.
In de laatste aflevering van Power Rangers in Space vochten de Aquitian Rangers tegen Divatox en haar leger.
Als Aquitianen zijn de Aquitian Rangers sterk afhankelijk van water, iets wat ook geregeld een probleem vormde gedurende hun verblijf op aarde. De Aquitian Rangers namen zelf de Battle Borgs mee, en bestuurden op aarde ook de Shogunzords.

## Aurico
Aurico (gespeeld door David Bacon) is de Rode Aquitian Ranger. Hoewel formeel Delphine de leider is van het team wordt Aurico vaak gezien als de informele veldleider. Hij bestuurt de Rode Battle Borg en Rode Shogun Zord.
Aurico is de enige van de Aquitian Rangers die ook na Power Rangers in Space nog een keer meedeed in de serie. Hij kwam voor in de aflevering Forever Red, waarin hij met 9 andere Rode Rangers tegen het Machine Keizerrijk vocht. Hij verscheen hier enkel in zijn Rangervorm en zijn stem werd gedaan door Christopher Glenn.

## Delphine
Delphine (gespeeld door Rajia Baroudi) is de Witte Aquitian Ranger. Ze was de leider van het team en daarmee de eerste vrouwelijke teamleider. Delphine bestuurt de Witte Battleborg en de witte Shogunzord.

## Tideus
Tideus (gespeeld door Jim Gray) is de Gele Aquitian Ranger, en daarmee de eerste mannelijke Gele Ranger (voor Power Rangers iets ongewoons, maar voor Super Sentai normaal). Tideus is zeer serieus en fysiek gezien ook de sterkste van de Aquitian Rangers. Hij bestuurt de Gele Battleborg en de Gele Shogunzord.

## Cestro
Cestro (gespeeld door Karim Prince) is de Blauwe Aquitian Ranger. Hij is net als Billy Cranston een technologisch genie. Billy en Cestro werkten dan ook geregeld samen gedurende Mighty Morphin Alien Rangers. Hierdoor was Cestro de alien ranger die na Delphine de belangrijkste rol had in de serie.
Cestro had een extra gastoptreden in Power Rangers: Zeo, waarin hij naar de Aarde kwam om Billy’s hulp te vragen voor het bevechten van de hydro-contaminators. Billy's reis naar Aquitar was het begin van de verhaallijn waarin hij uit de serie werd geschreven.
Cestro bestuurde de blauwe Battle Borg, en de Blauwe Shogunzord.

## Corcus
Corcus (gespeeld door Alan Palmer) is de Zwarte Aquitian Power Ranger. Hij is de stilste van het team en houdt zich vaak op de achtergrond, maar hij vecht op een zeer harde manier. Hij bestuurt de Zwarte Battle Borg en Zwarte Shogunzord.